# Eric Mabius
Eric Harry Timothy Mabius (Harrisburg , 22 april 1971) is een Amerikaans acteur. Hij is vooral bekend door zijn rol van Daniel Meade in Ugly Betty en Greg McConnell in Cruel Intentions.
Mabius begon zijn carrière in 1995 met een rol in de arthousefilm Welcome to the Dollhouse. Daarna volgde de rol van Alex Corvis in The Crow: Salvation. Zijn grootste filmrol is die van agent Matt Addison in de filmversie van Resident Evil. Op televisiegebied speelde hij gastrollen in Chicago Hope, Millennium, Popular, The O.C. en Eyes. In The L Word speelde hij het eerste seizoen mee. Sinds 2006 speelt hij in Ugly Betty de rol van Daniel Meade, de hoofdredacteur van het modeblad Mode.

## Filmografie
- International Standard Name Identifier: 0000 0003 6025 4603
- Library of Congress Control Number: no98098977
- Nationale Bibliotheek van Israël: 987012384881405171
- Nationale Bibliotheek van Polen: a0000001907099
- SNAC: w6ns1qtg
- Système universitaire de documentation: 20469549X
- Virtual International Authority File: 223284199
- WorldCat: E39PBJtCyPx4CxfcjMm9vcm8G3